# Przemianowanie (programowanie)
Przemianowanie w programowaniu to konstrukcja programistyczna dostępna w określonym języku programowania polegająca na przypisaniu pewnemu, wcześniej zdefiniowanemu obiektowi występującemu w kodzie źródłowym, nowej, dodatkowej nazwy (np. identyfikatora). Stosowanie takiego zabiegu programistycznego ma w szczególności na celu skrócenie odwołań do pól zawartych ze złożonych strukturach danych, takich jak struktury, rekordy, unie, klasy itd., w przypadku zbyt rozbudowanych selekcji. Pozwala na zwiększenie przejrzystości kodu źródłowego i ułatwia pisanie kodu.
Przykładem przemianowania jest konstrukcja dostępna w języku Ada:
```
identyfikator
:
typ
 
renames
 
obiekt_przemianowywany

```

Jeżeli zadeklarowany zostanie rekord:
```
type
 
data
 
is
 
record

  
dzien
:
INTEGER
;

  
miesiac
:
INTEGER
;

  
rok
:
INTEGER
;

end record
;

...

declare

  
zapis
:
data
;

...

```

można zastosować przemianowanie umożliwiające odpowiednie skrócenie zapisu selekcji (np. zapis.dzien) w odwołaniach do pól rekordu:
```
declare

  
dz
:
INTEGER
 
renames
 
zapis
.
dzien
;

begin

  
...

  
dz
:=
5
;

  
...

end
;

```

Przemianowanie dostępne jest w takich językach jak: Ada, Cobol, Euclid.
W Cobolu konstrukcja związana z przemianowywaniem jest rozszerzona w stosunku np. do Ady, o możliwość grupowania sąsiadujących pól. Ma postać:
```
66 nazwa_1 RENAMES nazwa_2 [THRU nazwa_3]

```

Przemianowanie jest więc deklaracją nowej, dodatkowej nazwy, a nie zastąpieniem już istniejącej. Dotychczasowa nazwa danego obiektu jest nadal dostępna. Zawarte w literaturze przedmiotu, m.in. w pracy o Adzie nazewnictwo w odniesieniu do tego pojęcia, wynikające z tłumaczenia angielskiego słowa renames, jest więc nieco mylące i nie odpowiada wprost polskiemu znaczeniu użytego słowa przemianowanie w odniesieniu do znaczenia konstrukcji programistycznej polegającej na dodaniu dodatkowej nazwy.
Efekt identyczny z przemianowaniem można uzyskać stosując nakładanie zmiennych identycznych typów. Przykładowo (Turbo Pascal):
```
var
 
a
 
:
 
byte
;

    
b
 
:
 
byte
 
absolute
 
a
;

```